# Ateliers et Chantiers de la Loire
L'Ateliers et Chantiers de la Loire fu un'azienda cantieristica francese specializzata in ingegneria navale con sede a Nantes e cantieri navali, oltre che nella precedente città, anche nella succursale di Saint-Nazaire. Attiva tra il XIX ed il XX secolo nella costruzione di grandi unità navali per conto della Marine Nationale, la marina militare francese, fondò una propria divisione aeronautica, la Loire Aviation.

## Navi
- Condorcet, nave da battaglia Pre-dreadnought (pluricalibro) Classe Danton  costruita nel 1909.
- Diderot, nave da battaglia Pre-dreadnought (pluricalibro) Classe Danton costruita nel 1909.
- France, nave da battaglia Classe Courbet  costruita nel 1912.
- Strasbourg, incrociatore da battaglia Classe Dunkerque  costruita nel 1936.
- Jean Bart, nave da battaglia Classe Richelieu  costruita nel 1939.